# Слободянюк Руслан Миколайович
Русла́н Микола́йович Слободяню́к (2 грудня 1979 — 12 квітня 2015) — солдат Збройних сил України, учасник російсько-української війни.

## Життєвий шлях
Закінчив 8 класів Кіровоградської ЗОШ № 18, ПТУ № 8 у Кропивницькому, пройшов строкову службу в армії. Останнім часом працював на підприємстві «Креатив».
Мобілізований у лютому 2015-го, стрілець 7-ї механізованої роти 3-го механізованого батальйону, 72-га окрема механізована бригада.
12 квітня 2015-го при виконанні військового завдання загинув — підірвався на розтяжці поблизу села Старогнатівка Волноваського району.
Похований 17 квітня 2015-го в Кропивницькому, Ровенське кладовище, Алея Слави.

## Нагороди та вшанування
- Указом Президента України № 9/2016 від 16 січня 2016 року — орденом «За мужність» III ступеня (посмертно)[1]
- у серпні 2015 року на будівлі кіровоградської ЗОШ № 18 відкрито меморіальну дошку Руслану Слободянюку.